# Quezon (Quezon)
Quezon ist eine philippinische Stadtgemeinde in der Provinz Quezon. Sie hat 15.228 Einwohner (Zensus 1. August 2015). Der Ort wurde nach dem zweiten Präsidenten der Philippinen Manuel L. Quezon benannt. Er liegt im Südosten der Insel Alabat.

## Baranggays
Quezon ist politisch in 24 Baranggays unterteilt.
| - Apad - Argosino - Cagbalogo - Caridad - Cometa - Del Pilar - Guinhawa - Gumubat - Magsino - Mascariña - Montaña - Barangay I (Pob.) | - Barangay II (Pob.) - Barangay III (Pob.) - Barangay IV (Pob.) - Barangay V (Pob.) - Barangay VI (Pob.) - Sabang - Silangan - Tagkawa - Villa Belen - Villa Francia - Villa Gomez - Villa Mercedes |